# Combined Task Force 152

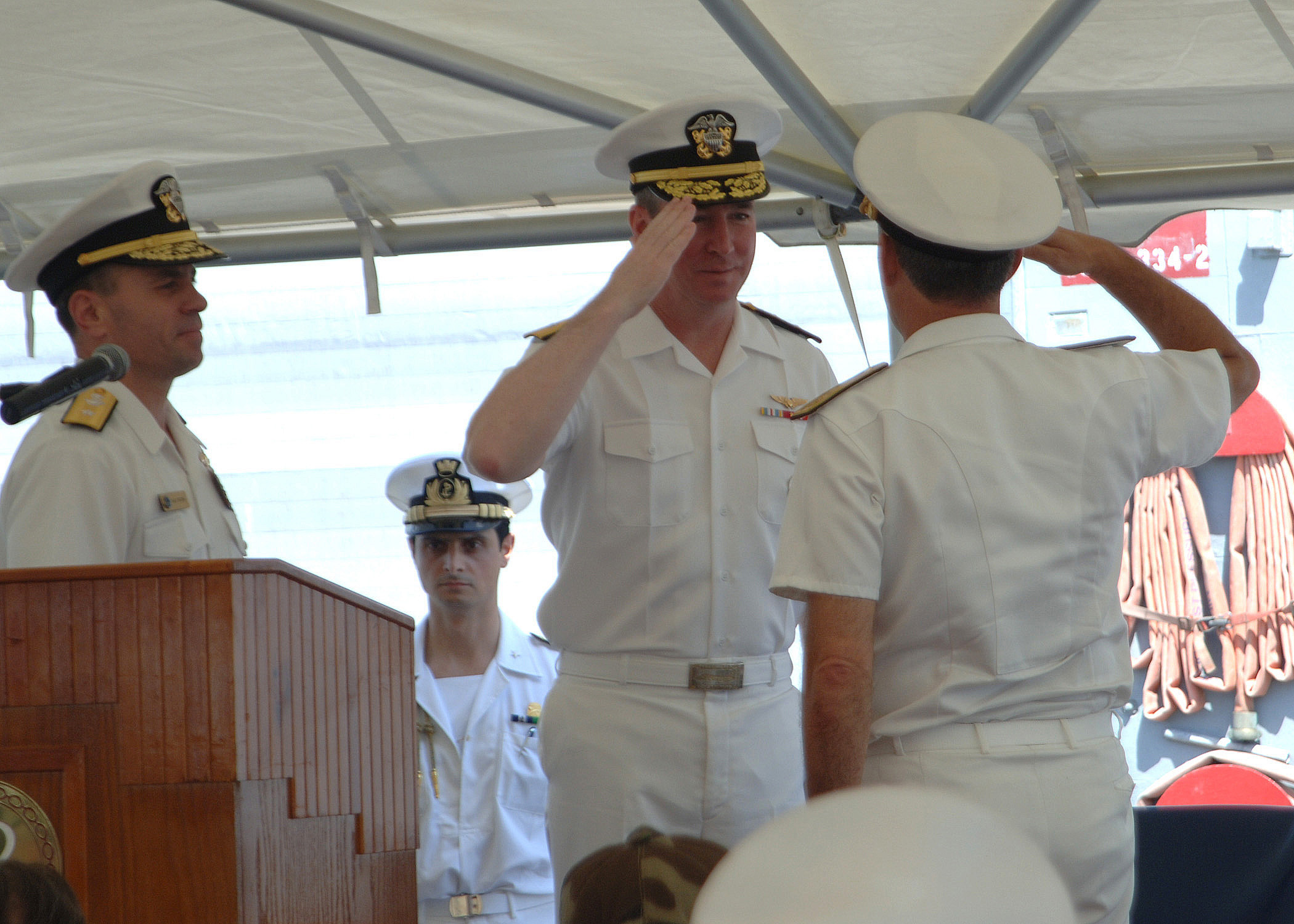
Cérémonie de transfert de contrôle de la Combined Task Force 152 en juin 2006

La Combined Task Force 152 ou CTF-152 est une force opérationnelle navale basée sur une coalition multinationale opérationnelle créée en 2004 pour coordonner les opérations de sécurité dans le golfe Persique et est l'une des trois forces opérationnelles de lutte contre la piraterie avec un mandat de la Combined Maritime Forces (en) (CMF).
En juillet 2007 un équipage du destroyer USS O'Kane, rattaché au CTF-152, aborde un navire nord-coréen soupçonné de contrebande.
La CTF 152 coopère avec les forces navales et les garde-côtes de différentes nations de la région du golfe Persique, et son commandement est alterné entre les nations membres. Bahreïn a été le premier état du Conseil de coopération du Golfe à prendre le commandement en 2008.

## Liste des commandants connus
| De                            | Le commandant                         | Rendez-vous                      | Réf    |
| ----------------------------- | ------------------------------------- | -------------------------------- | ------ |
| US Navy                       | Contre-amiral Ray Spicer              | ? – juin 2006                    | [ 3 ]  |
| Marina Militare               | Contre-amiral Salvatore Ruzittu       | juin 2006 – ?                    | [ 3 ]  |
| US Navy                       | Contre-amiral William E. Gortney (en) | ? – mars 2008                    |        |
| Marine royale de Bahreïn      | Commodore Abdullah al-Mansoori (en)   | mars 2008 – juin 2008            | [ 4 ]  |
| Royal Navy                    | Commodore Peter Hudson (en)           | juin 2008 – septembre 2008       | [ 5 ]  |
| US Navy                       | Contre-amiral James P. Wisecup (en)   | Septembre 2008 –                 |        |
| Royal Navy                    | Commodore Tim Lowe                    | – novembre 2009                  | [ 6 ]  |
| Marine de Émirats arabes unis | Commodore Tareq Khalfan al-Zaabi      | novembre 2009 – mai 2010         | ,      |
| Marine de Koweït              | Contre-amiral Jassim al-Ansari        | mai 2010 – août 2010             | ,      |
| Marine de Koweït              | Commodore Abdallah Dashti             | août 2010 – ?                    | ,      |
| Marine de Koweït              | Contre-amiral Jassim al Ansari        | ? – janvier 2011                 | ,      |
| Marine royale de Bahreïn      | Commodore Issa al-Doseri              | Janvier 2011 –                   | [ 9 ]  |
| Marine de Koweït              | Commodore Nayef al-Askar              | février 2016 – septembre 2016    | [ 10 ] |
| Marine royale jordanienne     | Commodore Abdelkader Al-Marahleh      | septembre 2016 – septembre 2017  | [ 11 ] |
| Marine royale saoudienne      | Capitaine Abdullah al-Bader           | septembre 2017 – septembre 2018  | ,      |
| Garde côtière du Koweït       | Capitaine Saleh Alfodary              | septembre 2018 – 28 février 2019 | ,      |
| Garde côtière du Koweït       |                                       | 28 février 2019 - 29 août 2019   |        |
| Marine royale jordanienne     |                                       | 29 août 2019 - 29 février 2020   |        |
| Marine royale jordanienne     |                                       | 29 février 2020                  |        |